# Associazione Calcio Como 1942-1943
Questa voce raccoglie le informazioni riguardanti  l'Associazione Calcio Como nelle competizioni ufficiali della stagione 1942-1943.

## Rosa
| N. |                   | Ruolo | Calciatore        |
| -- | ----------------- | ----- | ----------------- |
|    | Italia (bandiera) | D     | Alessandro Banfi  |
|    | Italia (bandiera) | P     | Rinaldo Biraghi   |
|    | Italia (bandiera) | C     | Carlo Borghi      |
|    | Italia (bandiera) | A     | Carlo Boscarol    |
|    | Italia (bandiera) | D     | Sandro Campi      |
|    | Italia (bandiera) | C     | Natale Camurati   |
|    | Italia (bandiera) | A     | Giuseppe Cattaneo |
|    | Italia (bandiera) | A     | Carlo Cerutti     |
|    | Italia (bandiera) | D     | Emilio Drutto     |
|    | Italia (bandiera) | A     | Guido Fovana      |
|    | Italia (bandiera) | C     | Fiorenzo Gaffuri  |
|    | Italia (bandiera) | A     | Fortunato Galli   |

| N. |                   | Ruolo | Calciatore          |
| -- | ----------------- | ----- | ------------------- |
|    | Italia (bandiera) | A     | Osvaldo Ghislanzoni |
|    | Italia (bandiera) | A     | Giulio Longhi       |
|    | Italia (bandiera) | C     | Piero Maronati      |
|    | Italia (bandiera) | C     | Carlo Pagani        |
|    | Italia (bandiera) | A     | Giulio Panzeri      |
|    | Italia (bandiera) | A     | Cecilio Pozzi       |
|    | Italia (bandiera) | D     | Guido Quadri        |
|    | Italia (bandiera) | P     | Felice Rinolfi      |
|    | Italia (bandiera) | C     | Antonio Sacchi      |
|    | Italia (bandiera) | A     | Mario Tagliabue     |
|    | Italia (bandiera) | A     | Bruno Tettamanti    |
|    | Italia (bandiera) | A     | Paolo Viganò        |